# Sunipia andersonii
Sunipia andersonii är en orkidéart som först beskrevs av George King och Robert Pantling, och fick sitt nu gällande namn av Peter Francis Hunt. Sunipia andersonii ingår i släktet Sunipia och familjen orkidéer. Inga underarter finns listade i Catalogue of Life.